# アルベール・マルクール
アルベール・マルクール（Albert Marcœur、1947年12月12日 - ）は、フランスの作曲家、シンガーソングライターである。1970年代初頭に音楽キャリアをスタートした。彼の一連の作品は、メロディックで、リズミカルで、ソニックな実験音楽と、ド派手な童謡、ユーモラスで風変わりな歌詞をミックスしている。フランスで彼は「フランスのフランク・ザッパ」と呼ばれている。

## ディスコグラフィ

### スタジオ・アルバム
- 『マルクール・デビュー!』 - Albert Marcœur (1974年)
- 『塗り絵帳』 - Album à colorier (1976年)
- 『アームズ&サイクルズ』 - Armes & cycles (1979年)
- 『ジョゼフ入りアルバム』 - Celui où y'a Joseph (1984年)
- Ma vie avec elles (1990年)
- Sports et percussions (1994年)
- m, a, r et cœur comme cœur (1998年)
- Plusieurs cas de figure (2001年)
- L apostrophe (2005年)
- Travaux pratiques (2008年)
- Si Oui, Oui. Sinon Non (2017年) ※with Le Quatuor Béla

## サウンドトラック
- Deux Lions au soleil (1980年)
- Douce enquête sur la violence (1981年)
- Un tour de manège (1989年)
- Un enfoiré et quelques connards (1991年)
- Mon placard (1998年)
- Premonition (2006年)